# Fritz Muliar

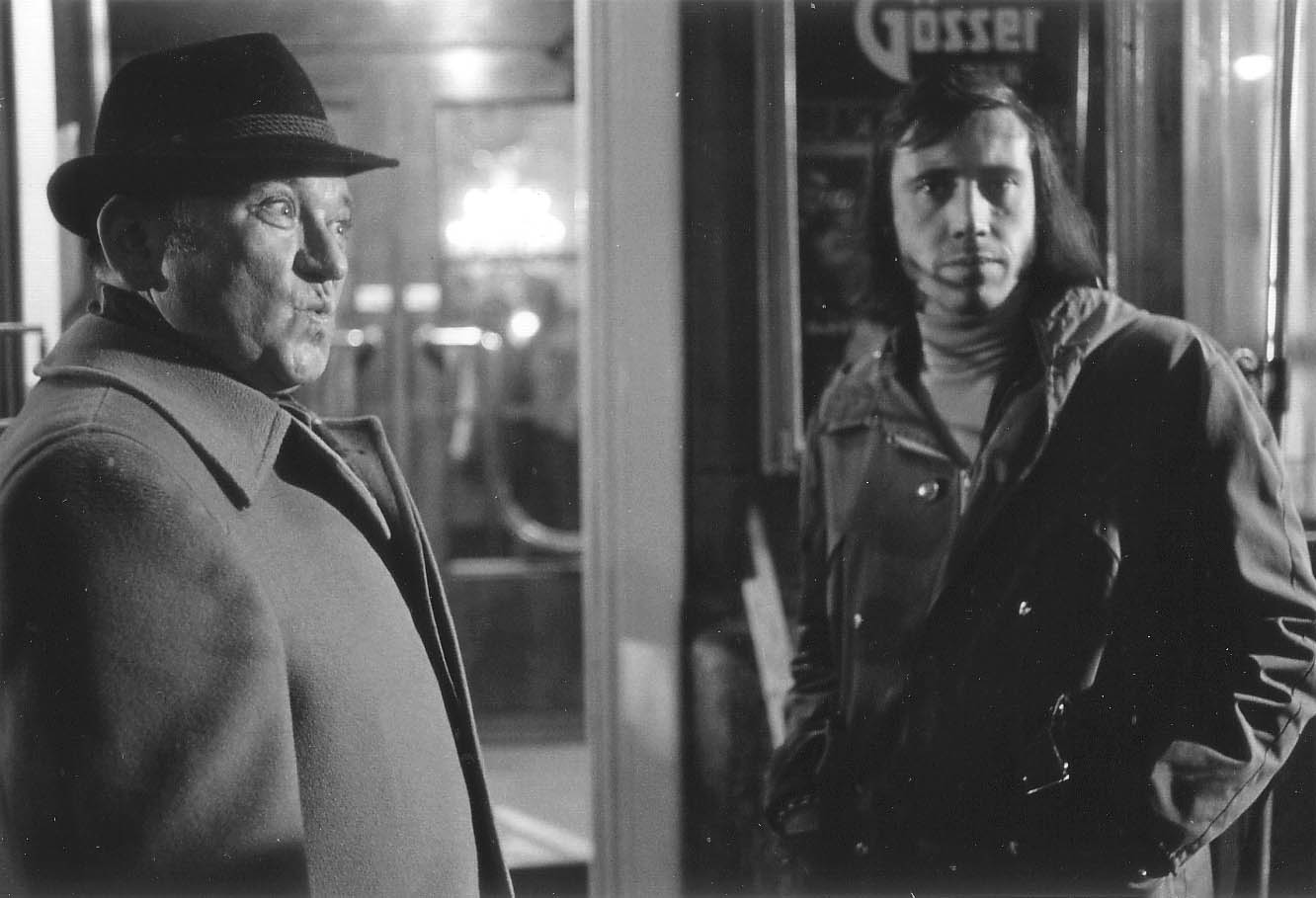
Fritz Muliar (à esquerda)

Fritz Muliar (Viena, 12 de dezembro de 1919 - 4 de maio de 2009) foi um ator austríaco.

## Biografia
Fritz Muliar crescia no distrito vienês de Neubau. Seu pai, Maximilian Wechselbaum, era um oficial tirolês afim às ideias do movimento nacional socialista. Sua mãe, Leopoldine Stand, trabalhava como secretária num banco.
Em 1924, Leopoldine conheceu a um homem de origem judaico chamado Mischa Muliar e se casaram. Fritz Muliar crescia numa família multicultural não só por o origem dos pais mas também pelas diferenças ideológicas e religiosas dos familiares. Fritz Muliar foi, como a sua mãe, um social-democrata.
No cinema, onde estreou em Kind der Donau (1950, de Georg Jacoby),entrou em mais de uma centena de produções, entre as quais uma versão de Der brave Soldat Schwejk (1960, de Axel von Ambesser). A partir da década de 1970 participou de numerosas séries de televisão, como Die Abenteuer des braven Soldaten Schwejk (1972) e Kommissar Rex (1994-1998).
Durante o final de sua vida viveu com a mulher em Groß-Enzersdorf na Baixa Áustria.
Tinha um filho chamado Hans com Gretl Doering (sua primeira mulher) que morreu em 1990. Tinha mais dois filhos (Alexander (1957) e Martin (1959) com a segunda mulher, Franziska Kalmar.